# Trichoplusia photeina
Trichoplusia photeina là một loài bướm đêm trong họ Noctuidae.